# IPod Mini
iPod Mini (стилізовані для продажів як iPod mini) — знятий з виробництва малий цифровий аудіоплеєр, що був розроблений і продавався компанією Apple Inc. Під час продажів, це була модель середнього класу в лінійці продуктів iPod компанії Apple. Він був анонсований 6 січня 2004 року і випущений 20 лютого того ж року. Версія другого покоління була представлена 23 лютого 2005 року і випущена того ж дня. Поки він був у виробництві, він був одним із найпопулярніших електронних продуктів на ринку, і споживачі часто не могли знайти його у навності у роздрібних продавців. iPod Mini було знято з виробництва 7 вересня 2005 року після 1 року виробництва, і його у лінійці замінив iPod Nano.
IPod Mini використовував чутливе до дотику колесо прокрутки iPod третього покоління. Однак замість чотирьох сенсорних кнопок, розташованих над колесом, кнопки були перероблені як механічні перемикачі під самим колесом — звідси й назва click wheel (укр. клацни колесом). Щоб скористатися однією з чотирьох кнопок, користувач фізично натискає край колеса всередину над однією з чотирьох міток. Як і його попередники, колесо було розроблено для Apple компанією Synaptics. Click Wheel стало також використовуватися в iPod четвертого, п'ятого та шостого поколінь та iPod Nano від першого до п'ятого покоління; однак у iPod Nano і починаючи з iPod п'ятого покоління колесо натискання було розроблено Apple.
Над колесом був монохромний РК-дисплей 138x110, який відображав меню або інформацію про вибраний трек. Відтоді плеєри iPod нового покоління отримали кольорові дисплеї.

## Моделі
| Модель         | Зображення | Сховище | Кольори                                                                | Підключення      | Оригінальна дата випуску | Мінімальна ОС для синхронізації                                                         | Номінальний час роботи від акумулятора (годин) |
| -------------- | --- | ------- | ---------------------------------------------------------------------- | ---------------- | ------------------------ | --------------------------------------------------------------------------------------- | ---------------------------------------------- |
| 1‑ше покоління | iPod Mini 1-го покоління | 4 ГБ    | Кольорів — 5 - Сріблястий - Блакитний - Зелений - Рожевий - Золотистий | USB або FireWire | 20 лютого 2004           | Mac: 10.1.5 або пізнішої версії Windows: 2000 iTunes 4.6 або пізнішої версії            | у режимі відтворення музики: 8                 |
| 1‑ше покоління | Нова менша модель, доступна в 5 кольорах. Представлено «Click Wheel». |         |                                                                        |                  |                          |                                                                                         |                                                |
| 2‑ге покоління | iPod Mini 2-го покоління | 4 ГБ    | - Сріблястий - Блакитний - Зелений - Рожевий                           | USB або FireWire | 23 лютого 2005           | Mac: 10.2.8 або 10.3.4 або пізнішої версії Windows: 2000 iTunes 4.7 або пізнішої версії | у режимі відтворення музики: 18                |
| 2‑ге покоління | 6 ГБ |         | - Сріблястий - Блакитний - Зелений - Рожевий                           | USB або FireWire | 23 лютого 2005           | Mac: 10.2.8 або 10.3.4 або пізнішої версії Windows: 2000 iTunes 4.7 або пізнішої версії | у режимі відтворення музики: 18                |
| 2‑ге покоління | Яскраві кольори з довшим терміном служби акумулятора. Написи на Click Wheel повторюють коліркорпуса. Модель золотистого кольору знято з виробництва. Пізніше замінений у лінійці пристроїв на iPod Nano. |         |                                                                        |                  |                          |                                                                                         |                                                |

## Деталі
Два покоління iPod Mini були майже ідентичними за своїми зовнішніми характеристиками, за винятком двох помітних відмінностей: модель першого покоління має сірі символи керування на коліщатті, тоді як у другого покоління вони відповідали кольору корпусу; у другого покоління обсяг схвища програвача була викарбувана на задній частині корпусу. Їх основні функціональні відмінності полягають у ємності сховища та терміні роботи від акумулятора. Обидві версії мали розміри 3,6x2,0x0,5 дюйма (91x51x13 мм) і важили 3,6 унції (102 грами). Корпус виготовлений з анодованого алюмінію. Перше покоління iPod Mini було доступне в п'яти кольорах: сріблястому, золотистому, рожевому, синьому і зеленому. Золотисту модель модель виключили з асортименту другого покоління, ймовірно, через її непопулярність. Рожева, блакитна та зелена моделі отримали яскравіші відтінки в другому поколінні; срібляста модель залишилася незмінною.
iPod Mini використовував жорсткі диски Microdrive (CompactFlash II) виробництва Hitachi і Seagate. Моделі першого покоління були доступні з ємністю сховиха 4 ГБ, тоді як моделі другого покоління були доступні як у версіях на 4 ГБ, так і у 6 ГБ (зазначалося, що вони здатні зберігати приблизно 1000 і 1500 пісень відповідно), і врешті-решт у другому поколінні було викарбувано лазером ємність сховища на алюмінієвому корпусі.

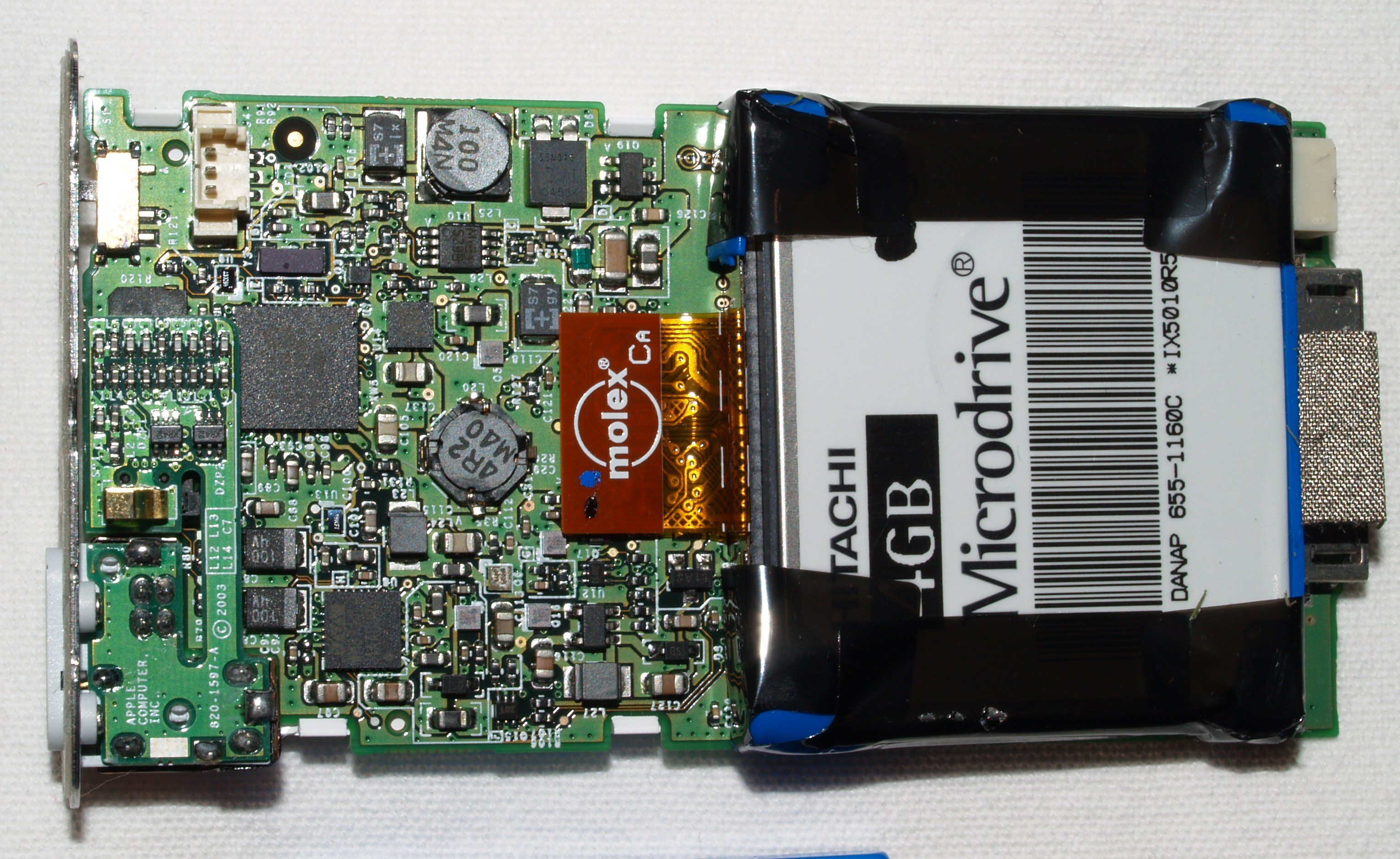
Накопичувач Microdrive у iPod Mini (модель Hitachi на 4 ГБ), праворуч на зображенні

Час роботи від акумулятора у першого покоління iPod Mini становив близько 8 годин, подібно до iPod третього покоління, який був доступний, коли був випущений iPod Mini, який деякі критикували за його короткий час служби. Apple вирішила цю проблему в моделях другого покоління, які мали номінальний час автономної роботи близько 18 годин. Однак у комплект iPod Mini другого покоління більше не входили кабель FireWire або адаптер живлення змінного струму, щоб знизити ціну продажу нових iPod Mini. Акумулятори iPod Mini, як і багато літій-іонних акумуляторів, втрачали до 80 % ємності акумулятора після 400 повних циклів зарядки. У нижній частині пристрою був розміщений фірмовий док-роз'єм для підключення до порту USB або FireWire комп'ютера. Під час підключення акумулятор пристрою міг заряджатися. У верхній частині пристрій мав перемикач утримування, роз'єм для навушників і дистанційний роз'єм для аксесуарів.
Як і iPod Nano, iPod Mini підтримував аудіоформати MP3, AAC/M4A, WAV, AIFF та Apple Lossless. Він також зберіг інтеграцію iPod з iTunes та iTunes Store, що дозволило синхронізувати програмне забезпечення та iPod Mini.

## Модифікації
Незабаром після випуску iPod Mini стало доступно багато змінних акумуляторів сторонніх виробників. Дотримуючись одного з багатьох наборів онлайн-інструкцій, які детально описують процес заміни акумулятора, наприклад цю [Архівовано 11 лютого 2022 у Wayback Machine.] від iFixit, користувачі можуть самостійно замінити акумулятор і таким чином уникнути необхідності надсилати iPod назад до Apple, заощаджуючи час і гроші. Багато акумуляторів сторонніх виробників давали більшу ємність, ніж оригінальний стандартний акумулятор ємністю 450 мАг — деякі виробники заявляли, що ємність сягає до 1300 мАг (хоча враховуючи хімічний склад літій-іонних батарей у цей період, малоймовірно, що хтось дійсно досяг такої ємність). У січні 2021 року найпоширеніші ємності акумуляторів сторонніх виробників становлять 500 мАг і 750 мАг.
iPod Mini можна було б перепрограмувати для запуску мікропрограми iPodLinux або Rockbox, яка підтримує додаткові кодеки, ігри та різні інші плагіни і дозволяє відтворювати музику, завантажену безпосередньо на iPod, без використання iTunes. Користувачі замінювали Microdrive ємністю 4 або 6 ГБ на картки CompactFlash і SD більшої ємності — 8, 16, 32, 64 і навіть 256 ГБ. Крім збільшення ємності це збільшувало термін служби акумулятора та робило iPod Mini міцнішими, оскільки карти CompactFlash є твердотільними без рухомих частин, на відміну від жорстких дисків.

## iPod Nano
7 вересня 2005 року Apple випустила iPod Nano першого покоління. У iPod Nano використано флешпам'ять для створення ще тоншого корпусу і він мав кольоровий екран. Серед інших змін, гніздо для навушників було переміщено в нижню частину пристрою, роз'єм док-станції зміщено в центр, а 4-контактний дистанційний роз'єм був прибраний. Його випуск призвів до заміни iPod Mini на iPod Nano у лінійці iPod.